# Pohranice
Pohranice (in ungherese Pográny) è un comune della Slovacchia facente parte del distretto di Nitra, nella regione omonima.